# Patellapis reticulosa
Patellapis reticulosa är en biart som först beskrevs av Dalla Torre 1896.  Patellapis reticulosa ingår i släktet Patellapis och familjen vägbin. Inga underarter finns listade i Catalogue of Life.